# 末端执行器
在机器人学中，末端执行器（英語：end effector）是位于机械臂末端、与外界环境进行物理交互的工具，工具选择取决于机器人的特定应用领域。其有时也被称作臂端工具（英語：end-of-arm tooling），缩写EOAT。
根据ISO对工业机器人的标准，末端执行器特指通过法兰式连接在机械臂末端接口并用于执行任务的装置，且在ISO标准中，末端执行器不被视作是机械臂本体的一部分。
在机械臂运动学的定义下，末端执行器指安装于机械臂的最后一个连杆末端的工具，更通俗的讲，即机械臂的“手部”。基于末端执行器的直角坐标系称作工具坐标系（英語：tool frame）:5。工具坐标系的原点被默认设为工具中心点（英語：tool center point，缩写TCP），用户亦可将末端执行器上任一特定点自定义为工具中心点，以方便规划运动轨迹。:14例如用机械臂进行焊接任务时，可将焊枪喷嘴最末端设置为工具中心点。
根据不同应用所需，工业机器人上的末端执行器可以是夹爪、工具快换盘、焊枪、吸盘、喷枪等。末端执行器上还可以加装各类传感器以辅助执行任务。